# Jasper (Canada)

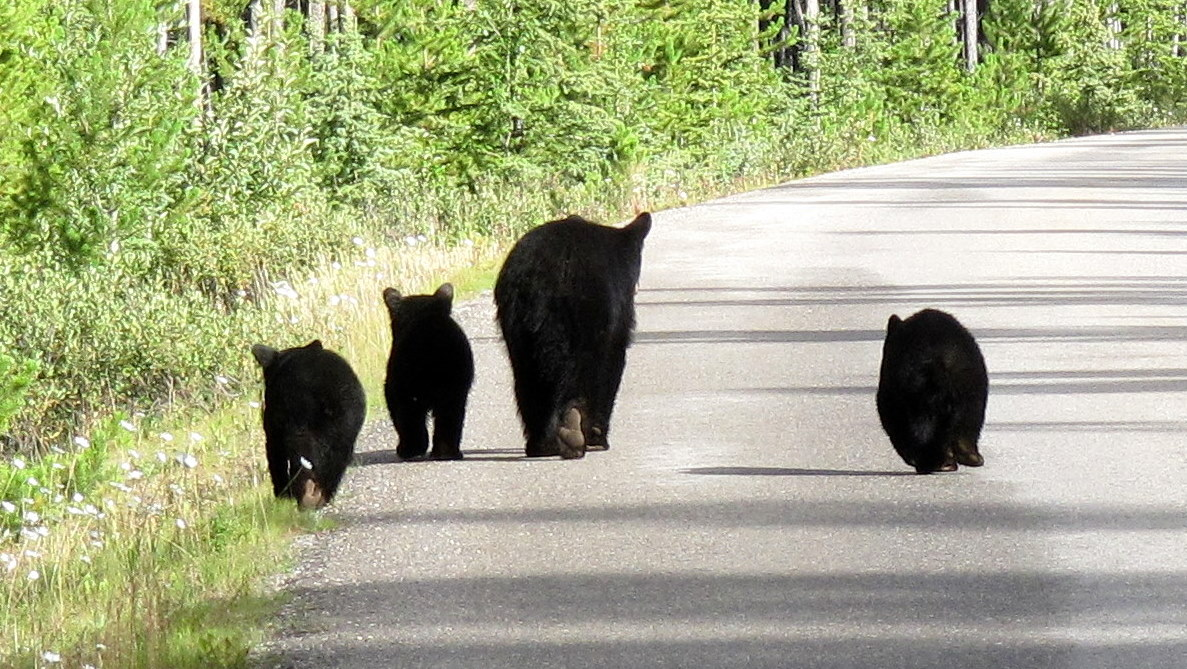
Een groepje zwarte beren in de buurt van Jasper

Jasper is een plaats in de Canadese provincie Alberta. De plaats telt 4256 inwoners (2006) en ligt in het nationaal park Jasper. Er liggen verschillende gletsjers, bergen en rivieren in dit park, waaronder die van het Columbia-ijsveld. Om bij de meeste bezienswaardigheden te komen is er de 230 km lange Icefields Parkway (Highway 93) van Lake Louise in het Nationaal park Banff naar Jasper.

## Geschiedenis
De omgeving werd voor het eerst beschreven door cartograaf David Thompson, die via het Athabascadal in 1810-11 het gebied doortrok.
Jasper ontstond in 1813, met het Jasper House dat als pels- en handelspost diende voor de North West Company en later voor de Hudson's Bay Company als onderdeel van de York Factory Express-handelsroute in wat destijds bekendstond als New Caledonia (nu Brits-Columbia), en Fort Vancouver in het Columbia District aan de benedenloop van de Columbiarivier.
Jasper National Park werd in 1907 gerealiseerd. Het nevenspoor op de plaats van het hedendaagse Jasper werd in 1911 aangelegd door Grand Trunk Pacific Railway en de nederzetting werd toen Fitzhugh (1911-13) genoemd, naar een voormalig president van het bedrijf. De Canadian Northern Railway deed Fitzhugh aan vanaf 1912. De locatie werd in 1913 opgemeten door H. Matheson. De naam van de nederzettingen werd dat jaar gewijzigd in Jasper, naar Jasper Hawes, de factor van de voormalige handelspost Jasper House. Tussen februari en augustus 1916 was te Jasper een interneringskamp in gebruik.
Rond 1934 werd Jasper verbonden met een autoweg naar Edmonton en in 1940 werd de Icefields Parkway geopend.
Op 22 juli 2024 is een deel van Jasper afgebrand door bosbranden.

## Klimaat
| Maand     | Temperatuurgemiddelde (Max/Min) |
| --------- | ------------------------------- |
| Januari   | * -7,8 C/-17,8 C                |
| Februari  | * -0,6 C/-12,2 C                |
| Maart     | * +3,2 C/-8,6 C                 |
| April     | * +9,6 C/-2,9 C                 |
| Mei       | * +15,6 C/+1,7 C                |
| Juni      | * +19,2 C/+5,6 C                |
| Juli      | * +22,5 C/+7,6 C                |
| Augustus  | * +21,4 C/+7,0 C                |
| September | * +16,4 C/+3,2 C                |
| Oktober   | * +10,3 C/-1,0 C                |
| November  | * +0,7 C/-8,5 C                 |
| December  | * -4,9 C/-13,6 C                |